# DELPHI

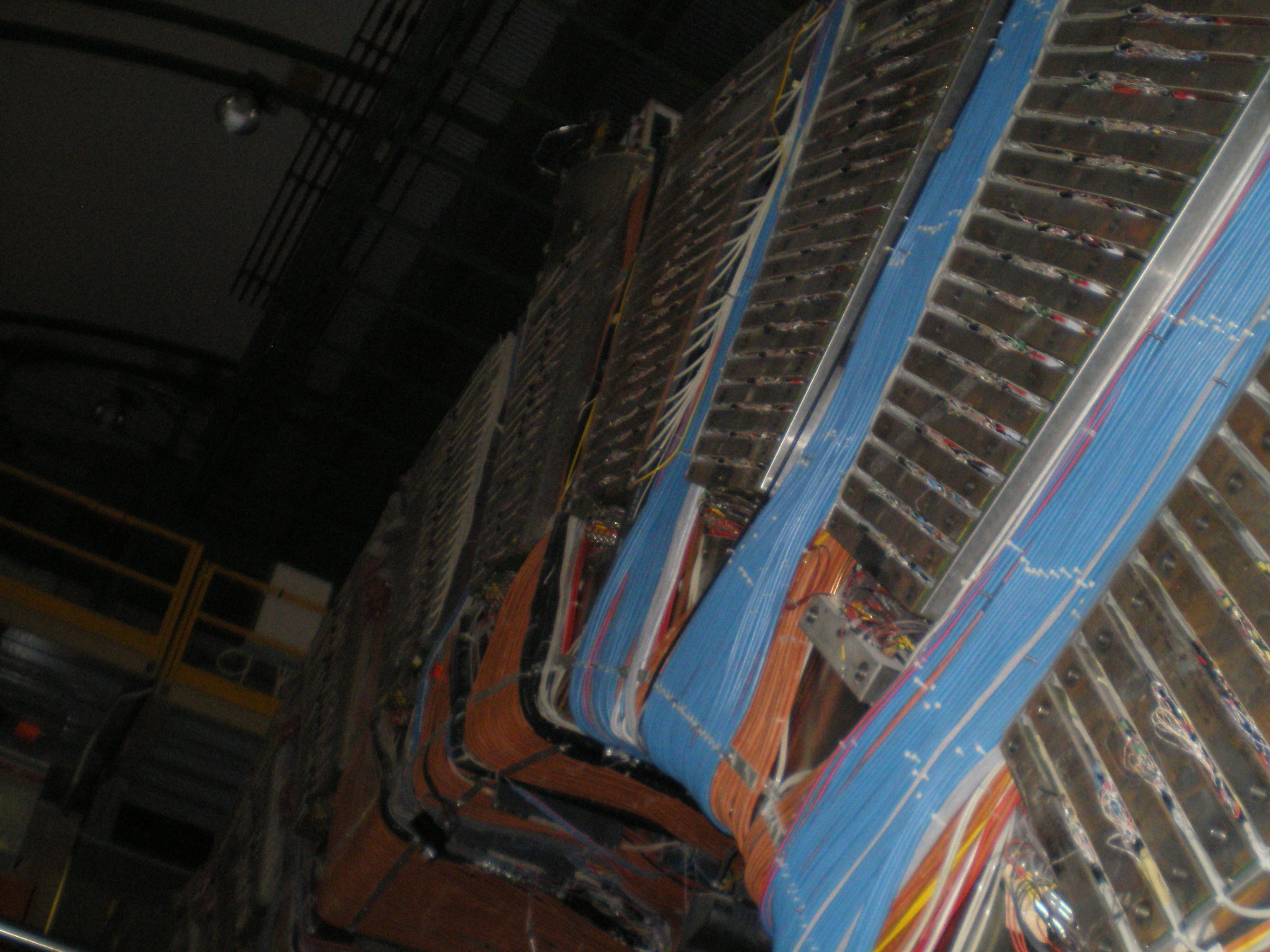
Parte superiore del rivelatore DELPHI

DELPHI (acronimo per "Detector with Lepton, Photon and Hadron Identification") è stato uno dei quattro principali rivelatori del Large Electron-Positron Collider (LEP) nel CERN, uno dei più grandi acceleratori di particelle mai costruiti. Similmente agli altri tre rivelatori, ha registrato ed analizzato i risultati delle collisioni tra elettroni e positroni in LEP.
DELPHI aveva la forma di un cilindro di 10 metri in lunghezza e diametro ed un peso di 3500 tonnellate. Quando operativo, elettroni e positroni provenienti dall'acceleratore venivano fatti collidere al centro del cilindro. I prodotti delle collisioni uscenti dall'asse del fascio venivano analizzati da un gran numero di sotto-rivelatori, in modo da identificare la natura e la traiettoria delle particelle prodotte nelle collisioni.
DELPHI è stato costruito tra il 1983 ed il 1988, divenendo operativo nel 1989. Con il termine delle operazioni di LEP nel novembre 2000, DELPHI cominciò ad essere smantellato (lo smantellamento fu completato nel settembre 2001).

## Componenti
Sulla base di quella che è diventata poi la norma nei rivelatori per la fisica delle alte energie, i sotto-rivelatori di DELPHI si dividevano in: tracciatore o tracker, calorimetro elettromagnetico e adronico e camera per i muoni; la copertura sull'angolo solido era fornita dalla suddivisione del rivelatore nella Barrel region o parte centrale e Forward region, la parte più esterna del cilindro.

### Tracker System
Il rivelatore del vertice (vertex detector), il più vicino al punto di collisione, aveva lo scopo di rilevare la presenza di particelle con piccolo tempo di decadimento; rivelatori a semiconduttore erano utilizzati a questo scopo. Il rivelatore interno (inner detector) si trovava immediatamente al di fuori del vertex detector ed aveva lo scopo di fornire un'informazione intermedia sulla posizione delle particelle e di applicare un primo trigger sugli eventi.
Il rilevatore più importante nel sistema di tracciamento era la TPC o Time Projection Chamber, di 200x130 cm, in grado di fornire una prima identificazione delle particelle tramite misurazioni sulle quantità di energia da ionizzazione rilasciata nella TPC (metodo dE/dx).

### Rivelatore RICH
Il rivelatore RICH (acronimo di Ring Imaging Cherenkov) utilizzava la rilevazione della luce Cherenkov per avere un'ulteriore informazione sulla natura delle particelle; il RICH di DELPHI utilizzava due diversi radiatori con diverso indice di rifrazione, uno liquido ed uno gassoso, e consentiva un'identificazione da 0.7 a 25 GeV/c.

### Rivelatore esterno
Il rivelatore esterno (outer detector) si trovava esternamente al RICH ed aveva lo scopo di fornire una informazione finale sulla posizione e sul momento delle particelle; la tecnologia impiegata era quella dei drift tube.

### Magnete
Il magnete presente in DELPHI era un solenoide superconduttivo, il più grande mai costruito fino a quel momento, era capace di generare un campo magnetico di 1,23 Tesla con direzione parallela a quella del fascio; lo scopo del magnete era quello imprimere una curvature ai prodotti dell'interazione tra elettrone e positrone e di poter risalire al momento di questi prodotti tramite misurazione della curvatura stessa e dell'intensità del campo magnetico.

### Calorimetro
Informazioni sull'energia depositata dalle particelle era data dal Calorimetro, elettromagnetico per i jet iniziati da fotoni o leptoni di alta energia, e adronico per quelli provenienti dall'adronizzazione di quark; era basato per la componente elettromagnetica sull'High-Density Time Projection Chamber, sito tra il rivelatore esterno e il magnete assieme allo scintillatore che si trovava invece appena esternamente al solenoide.
Il calorimetro adronico invece costituito da wire chambers o camere a filo e serviva principalmente per la misura dell'energia di jet adronici.

### Camere dei muoni
Le camere dei muoni rappresentavano l'ultimo strato di DELPHI ed erano espressamente dedicate alla detezione e alla misura del momento di muoni che per la loro caratteristica di particelle minimamente ionizzanti, arrivavano all'esterno del rivelatore interagendo molto debolmente con esso. La misura sul momento veniva estrapolata dalle camere a drift dei muoni.

### Luminosità
La informazione sulla luminosità, essenziale nelle misure di sezione d'urto, era data principalmente dallo Small angle TIle Calorimeter, ossia un calorimetro posto molto vicino al fascio e a distanza dal punto di interazione. La misura dello scattering elettrone positrone dava infatti una misura della luminosità se confrontata con le predizioni teoriche dell'elettrodinamica quantistica (scattering di Bhabha)